# Kleingebiet Vác
Das Kleingebiet Vác (ungarisch Váci kistérség) war bis Ende 2012 eine ungarische Verwaltungseinheit (LAU 1) im Norden des Komitats Pest in Mittelungarn. Im Zuge der Verwaltungsreform Anfang 2013 gingen 15 der 19 Ortschaften in den nachfolgenden Kreis Vác (ungarisch Váci járás) über, der noch um 3 Ortschaften (mit zusammen 9.369 Ew.) aus dem aufgelösten Kleingebiet Veresegyház (ungarisch Veresegyházi kistérség) erweitert wurde. 4 Ortschaften (mit insgesamt 12.302 Ew.) wurden dem Kreis Szob (ungarisch Szobi járás) zugeordnet.
Ende 2012 lebten auf einer Fläche von 431,74 km² 70.714 Einwohner. Die Bevölkerungsdichte lag mit 164 Einwohnern/km² unter der des Komitats.
Der Verwaltungssitz befand sich in der Stadt Vác (33.475 Ew.). Die zweite Stadt Nagymaros (4.756) gelangte Anfang 2013 in den Kreis Szob. 17 Gemeinden (ungarisch község) hatten eine durchschnittliche Einwohnerzahl von 1.911 Einwohnern (je auf 19,85 km² Fläche). 

## Ortschaften
| Acsa          | Csörög  | Csővár     | Galgagyörk | Kismaros     |
| Kisnémedi     | Kosd    | Nagymaros  | Penc       | Püspökhatvan |
| Püspökszilágy | Rád     | Szokolya   | Sződ       | Sződliget    |
| Vác           | Vácduka | Váchartyán | Verőce     |              |